# コミ
コミ（込み）、コミ出しは、囲碁のルールの一つ。ゲームの性質上先手の黒が有利である。勝率を五分五分にするため、地の計算の段階で与えられるハンデキャップを指す。

## 概要
現在の日本の一般的なルールでは、対等な条件で行われる互先（たがいせん）の場合、先手（黒）が後手（白）に対して6目半（6.5目）のハンデを負う（「コミを出す」と表す）。
例えば黒50目、白50目を獲得して終局となった場合、コミを入れると白の6目半（6.5目）勝ちとなる。白が50目を獲得した場合、黒は57目以上獲得しないと勝ちにはならない（黒が57目なら「黒の半目勝ち」、黒が56目なら「白の半目勝ち」という結果となる）。
コミに「半目（0.5目）」があるのは、同じ目数になった引き分け（持碁）を生じさせず、勝敗を決定させるためである。
囲碁のハンデとしては、コミ以外に置き碁と持ち時間の設定があり、非公式の大会や指導対局ではこれらを組み合わせて調整する。

## 歴史
江戸時代には座興で打たれる碁のような場合を除き、基本的にコミというものはなかった。当時は棋士の数が少なかったこともあり、個人対個人で複数回の対戦（番碁）などを行い、手合割を決めていた。連碁などでコミが採用される場合には先番5目コミ出しのケースが多かったことから、当時から先番の有利さはこの程度と見られていたことがわかる。1837年に打たれた土屋秀和・竹川弥三郎（先番五目コミ）対太田雄蔵・服部正徹の連碁はコミ5目で打たれており、これが記録に残る初のコミ碁である。
大正から昭和に入って棋士の数も増え、また挑戦手合制が碁界の主流を占めるようになるにつれ、一番で勝負を決める必要性が生じてきた。このためコミの必要性が議論されたが、「勝負の純粋性を損なう」として反対意見も強かった。本因坊戦の開催に当たって4目半のコミが導入された時には抵抗する棋士も多く、加藤信などは「コミ碁は碁に非ず」という趣旨の自らの論説を主催紙の毎日新聞に載せることを参加の条件としたほどだった（なお加藤はコミ碁の本因坊戦で活躍し、1939年から始まった第1期本因坊戦では初代実力制本因坊の座を関山利一と争った）。
コミの導入によって碁の性質も大きく変化した。コミなし碁では黒は先着の有利を保つためゆっくりと打ち、堅実にリードを保つ打ち方、逆に白は激しく仕掛け、局面を動かす打ち方がセオリーとされていた。タイトル戦が増えるにつれてコミ碁は当たり前のものになり、コミなし碁は大手合のみになっていった。
1934年から試験的に採用が始まったコミであったが、4目半のコミでは黒のほうが有利という見方が強かったため、1964年からコミが5目半に改められるようになった。すべての棋戦で同時にコミが改められたわけではなく、本因坊戦は1974年までコミ4目半のままであった。このころは、4目半のコミは「小ゴミ（こゴミ）」、5目半のコミは「大ゴミ（おおゴミ）」と呼ばれた。また、旧名人戦においてはコミ5目が採用され、ジゴとなった場合は白勝ち、ただし「半星」として通常の勝ちより劣ると定められていた。このことは、第1期名人の誕生に大きな影響を及ぼした。
しかし、コミ5目半でも依然として黒の勝率のほうがやや高かったため、2000年に韓国で、2001年には中国でコミが改められた。日本においても、2002年、直近5年間の対局で黒の勝率が51.855％と白よりも高いこと、また国際棋戦との整合性などを理由に、タイトル戦ごとに順次コミは6目半に改められた。棋聖戦での6目半への移行の完了は2004年になるなど、若干のずれは生じたものの、おおむねスムーズにコミは6目半へと移行された。
また、日本棋院では2003年、関西棋院では2004年に、コミなし碁が採用されてきた大手合制度が終了した。これにより、プロ棋士の対局はすべてコミのある碁で行われるようになった。
2002年から2007年にかけて日本棋院がコミ6目半の公式棋戦を対象に行った集計では、19,702局で黒の勝率が50.59%、白の勝率が49.41％と、黒と白の勝率の差はかなり小さくなっている。

## 日本以外のコミ
中国・韓国・アメリカ（アメリカ囲碁協会）は、当初いずれも日本にならってコミを5目半としていたが、現在はいずれもより多い値に改定されている。
- 台湾の計点制ルールでは、早くからコミを8点（日本の7目半にあたる）にしていた。
- 韓国は日本より早く、2000年の第4回LG杯世界棋王戦でコミを6目半にした。
- 中国では中国囲碁規則の2001年版でコミを3+3/4子（7目半）とした。
- アメリカでも現在はコミ7目半になっている。

中国・台湾がコミを6目半でなく7目半に変更したのは、日本の数え方と異なるためである。
日本では（獲得した陣地）から（捕虜となった石・アゲハマの数）を引いたものが、得点となる。中国・台湾では、（獲得した陣地）と（生きている石の数）を足したものが、得点となる。タテ線19本、ヨコ線19本の標準的な碁盤・19路盤の場合、碁盤の目の数は、361。つまり、結果として奇数目の差がほとんどである。
アメリカ囲碁協会のルールは日本と同じように地のみを数えるが、コミを7目半としている。
アジア競技大会などの国際大会では7目半が主流となっている。

## 逆コミ
棋力に差がある場合には、白を持つ上手がコミを出す「逆コミ」と呼ばれるルールが採用されることもある。逆コミは下手の立場からは「コミもらい」と表現することもある。
英才特別採用推薦棋士の試験では逆コミによる対局が行われることがある。
朝日アマチュア囲碁名人戦の全国大会優勝者はプロの名人とプロアマ囲碁名人戦を行うが、ハンデとしてアマ名人が黒を持ち、黒6目半のコミをもらう。

## その他
- 黒が盤上で7目以上のリードを得て、6目半のコミを取り返して勝てそうな状況にあることを「コミが出る」と言う。逆に盤上でリードしていても7目に達しない場合、黒の立場からは「コミが出ない」、白の立場からは「コミがかり」と言う。
- 盤上で黒の6目勝ちか7目勝ちになりそうで、コミを入れると半目の争いになるような際どい勝負のことは「半目勝負」と呼ばれる。
- 置き碁では通常コミは採用されない。ただし、特に勝敗を決定する必要があるときは黒（もしくは白）が半目のコミを出すことがある。また、ハンデの量をより細かく設定するために、置き碁であっても任意の値のコミを設定することもある。置き碁より小さなハンデとしてコミのない「定先」もある。
- コミが6目半が適正とすると、囲碁の理論により、初手の価値は出入り計算で後手約26目相当とされる。また、星が妥当な隅の手とすれば、二子の置き碁は、対局開始の時点で黒番が約19目半有利と見做される。
- コミック『ヒカルの碁』では、理解しやすくするため漫画・アニメ共に、韓国や中国で打つ場面もすべて当時の日本と同じ「5目半」と統一されている。実際は大会のルールに従う（現代では7目半）。